# Мариан, Фердинанд
Фердинанд Мариан (нем. Ferdinand Marian, настоящая фамилия Хашковец, нем. Haschkowetz; 14 августа 1902, Вена — 7 августа 1946, Дюрнек, ныне в составе Фрайзинга) — немецкий актёр австрийского происхождения.

## Биография
Фердинанд Хашковец родился 14 августа 1902 в Вене. Его отец, чей псевдоним он позднее использовал, был басом в Венской народной опере, мать также была певицей. Фердинанд посещал реальное училище, обучался инженерному делу в Высшей технической школе в Вене, жил на случайные заработки. В 1924 году отец устроил его в городской театр Граца. Как характерный актёр Мариан выступал затем в театрах Трира, Ахена, Мёнхенгладбаха, Мюнхена, Гамбурга. В 1938 году Хайнц Хилперт пригласил его в Немецкий театр в Берлин.
В 1933 году Мариан дебютировал в кино в фильме Курта Бернхардта «Туннель» по роману Бернхарда Келлермана. В 1937 году к нему пришёл крупный успех благодаря фильмам «Мадам Бовари» (режиссёра Герхарда Лампрехта, с участием Полы Негри) и «Хабанера» (с Царой Леандер). (В 1949 году «Мадам Бовари» демонстрировался в Советском Союзе в качестве трофея.) Как правило, Мариан выступал в роли элегантных негодяев и любимцев женщин. Внешне привлекательный, внутренне холодный и испорченный — в соответствии с этим клише его использовали в двух антибританских фильмах: «Лиса из Гленарвона» (1940) — в роли мирового судьи и «Дядюшка Крюгер» (1941) — в роли Сесиля Родса. После Второй мировой войны оба фильма демонстрировались в Советском Союзе в качестве трофеев: «Лиса из Гленарвона» в 1949 году под названием «Возмездие», «Дядюшка Крюгер» — в 1948 году под названием «Трансвааль в огне».
Между этими двумя работами Мариан исполнил ещё одну роль, которая после 1945 года стала его клеймом: роль придворного советника Оппенгеймера в антисемитском фильме «Еврей Зюсс» (1940) Файта Харлана. Зюсс Мариана был наделен исключительным отрицательным обаянием, демонизмом, сексуальностью. В своих мемуарах Файт Харлан подробно описал драматичную сцену назначения Мариана на эту роль, разыгравшуюся в кабинете министра пропаганды Йозефа Геббельса. 
После этого Мариан снимался только в далёких от политики развлекательных фильмах, в том числе «Романс в миноре» (1943) Хельмута Койтнера. В конце 1944 года перебрался в Австрию. После окончания Второй мировой войны жил в Мюнхене, затем во Фрайзинге.
В годы нацизма распался его брак с пианисткой Иреной Заагер, частично еврейского происхождения, которая родила ему дочь. Во втором браке был женат на актрисе Марии Бик.
Погиб 7 августа 1946 года в результате автомобильной катастрофы под Мюнхеном. Так как в силу участия в фильме «Еврей Зюсс» после Второй мировой войны он получил запрет на профессию, возникли слухи о том, что это было самоубийство.

## В популярной культуре
Художественная версия истории сотрудничества Мариана с нацистами изображена в фильме «Еврей Зюсс» (2010), в основе сюжета которого — история съёмок одноимённого нацистского художественно-пропагандистского фильма.

## Фильмография
- 1933 Туннель / Der Tunnel
- 1936 Свадебная мечта / Ein Hochzeitstraum
- 1937 Голос сердца / Die Stimme des Herzens
- 1937 Мадам Бовари / Madame Bovary
- 1937 Хабанера / La Habanera
- 1938 Северный свет / Nordlicht
- 1939 Четвертый не придет / Der Vierte kommt nicht
- 1939 Завтра меня арестуют / Morgen werde ich verhaftet
- 1939 Твоя жизнь принадлежит мне / Dein Leben gehört mir
- 1940 От первого брака / Aus erster Ehe
- 1940 Лиса из Гленарвона / Der Fuchs von Glenarvon
- 1940 Еврей Зюсс / Jud Süß — Зюсс Оппенгеймер
- 1941 Дядюшка Крюгер / Ohm Krüger — Сесиль Родс
- 1942 Поезд отправляется / Ein Zug fährt
- 1943 Романс в миноре / Romanze in Moll
- 1943 Мюнхгаузен / Münchhausen — Калиостро
- 1943 Путешествие в прошлое / Reise in die Vergangenheit
- 1943 Тонелли / Tonelli
- 1943 На месте преступления / In flagranti
- 1944 Друзья / Freunde
- 1945 Ночь 12-ти / Die Nacht der 12
- 1945 Трижды комедия / Dreimal Komödie
- 1945 Закон любви / Das Gesetz der Liebe

## Образ в кино
- Еврей Зюсс (Германия, 2010), режиссёр Оскар Рёлер, в роли Мариана — Тобиас Моретти